# Crkva sv. Lovre (Lovrečka Varoš)
Crkva sv. Lovre u Lovrečkoj Varoši, rimokatolička crkva u mjestu Lovrečka Varoš, u općini Vrbovec, zaštićeno kulturno dobro.

## Opis dobra
Izgradnja prvotne crkve kasnogotičkih obilježja veže se uz 17.st., a današnji izgled dobiva kasnobaroknom dogradnjom 1779. godine kada postaje jednobrodna građevina pravokutnog tlocrta sa zaobljenim svetištem, sakristijom i zvonikom uz južno bočno pročelje. Izduljen prostor broda nadsvođen je bačvastim svodom sa susvodnicama, a svetište češkom kapom na uglovima poduprtom polustupovima. Od inventara se ističe barokna propovjedaonica s ikonografski rijetkim prikazom Jonine ribe. Arhitektonski slojevita građevina pripada značajnim sakralnim objektima vrbovečkog područja.

## Zaštita
Pod oznakom Z-3162 zavedena je kao nepokretno kulturno dobro - pojedinačno, pravna statusa zaštićena kulturnog dobra, klasificirano kao "sakralna graditeljska baština".